# What the World Needs Now...
What the World Needs Now... är ett studioalbum från 2015 av den brittiska rockgruppen Public Image Ltd. Albumet är utgivet på PiL Official Ltd. Albumet som är gruppens tionde studioalbum finns utgivet som download, CD och 2x vinyl-Lp.

## Låtlista

### CD-utgåva UK, Europa
Referens:
| Nr           | Titel             | Längd |
| ------------ | ----------------- | ----- |
| 1.           | Double Trouble    | 3:52  |
| 2.           | Know Now          | 2:45  |
| 3.           | Betty Page        | 3:21  |
| 4.           | C'est la Vie      | 6:08  |
| 5.           | Spice of Choice   | 5:43  |
| 6.           | The One           | 3:42  |
| 7.           | Big Blue Sky      | 8:14  |
| 8.           | Whole Life Time   | 3:46  |
| 9.           | I'm Not Satisfied | 5:43  |
| 10.          | Corporate         | 5:23  |
| 11.          | Shoom             | 6:30  |
| Total längd: | Total längd:      | 55:07 |

| 1. | Turkey Tits | – |

### Vinylutgåva (PiL005 LP)
Referens:
| 1. | Double Trouble | 3:52 |
| 2. | Know Now       | 2:45 |
| 3. | Bettie Page    | 3:21 |

| 1. | C'est La Vie    | 6:08 |
| 2. | Spice of Choice | 5:43 |
| 3. | The One         | 3:42 |

| 1. | Big Blue Sky    | 8:14 |
| 2. | Whole Life Time | 3:46 |

| 1. | I'm Not Satisfied | 5:43 |
| 2. | Corporate         | 5:23 |
| 3. | Shoom             | 6:30 |

## Medverkande musiker
- John Lydon – sång
- Lu Edmonds – gitarr, saz, piano, Cümbüş
- Scott Firth – elbas, keyboard, stråkar, percussion
- Bruce Smith – trummor, percussion, programmering